# Avèze (Puy-de-Dôme)
Avèze ist eine französische Gemeinde mit 159 Einwohnern (Stand: 1. Januar 2022) in der Region Auvergne-Rhône-Alpes im Département Puy-de-Dôme. Sie gehört zum Kanton Le Sancy (bis 2015: Kanton Tauves) im Arrondissement Issoire.

## Geographie
Avèze liegt etwa 42 Kilometer westsüdwestlich von Clermont-Ferrand an der Dordogne. Umgeben wird Avèze von den Nachbargemeinden Messeix im Norden und Westen, Saint-Sulpice im Norden, Saint-Sauves-d’Auvergne im Osten, Tauves im Süden sowie Singles im Nordwesten.

## Bevölkerungsentwicklung
| Jahr                       | 1962 | 1968 | 1975 | 1982 | 1990 | 1999 | 2006 | 2017 |
| Einwohner                  | 407  | 359  | 327  | 306  | 258  | 235  | 207  | 178  |
| Quellen: Cassini und INSEE |      |      |      |      |      |      |      |      |

## Sehenswürdigkeiten
- Kirche Notre-Dame-de-l’Assomption
- Arboretum